# Okres Náchod

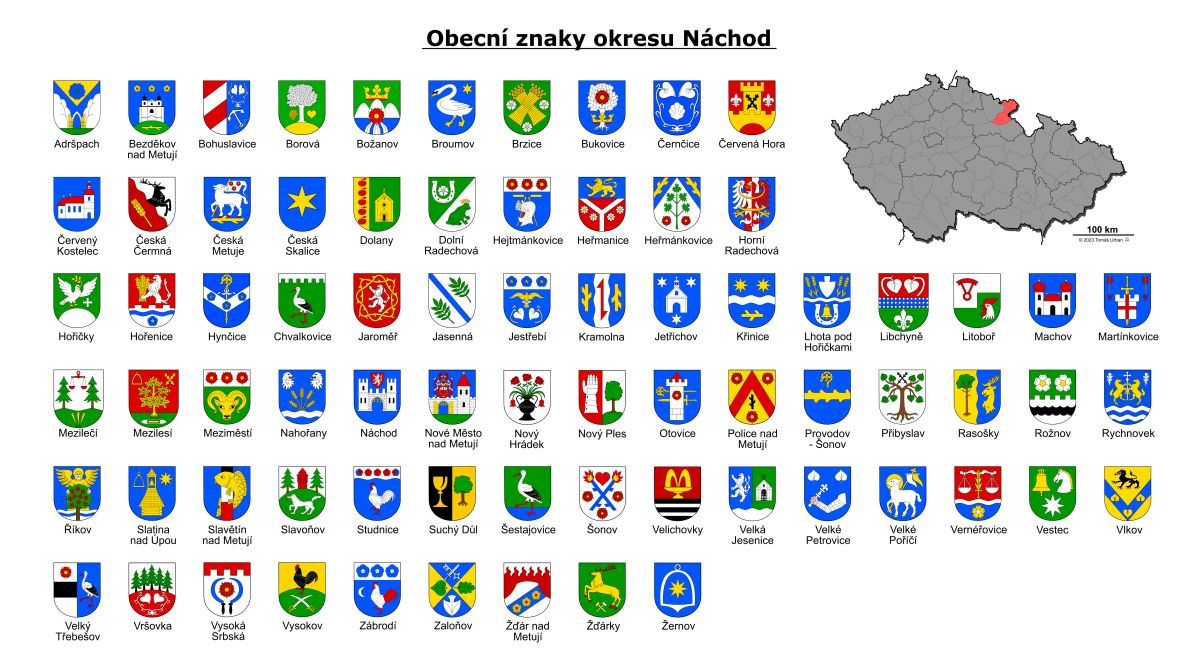
Přehled obecních znaků okresu Náchod

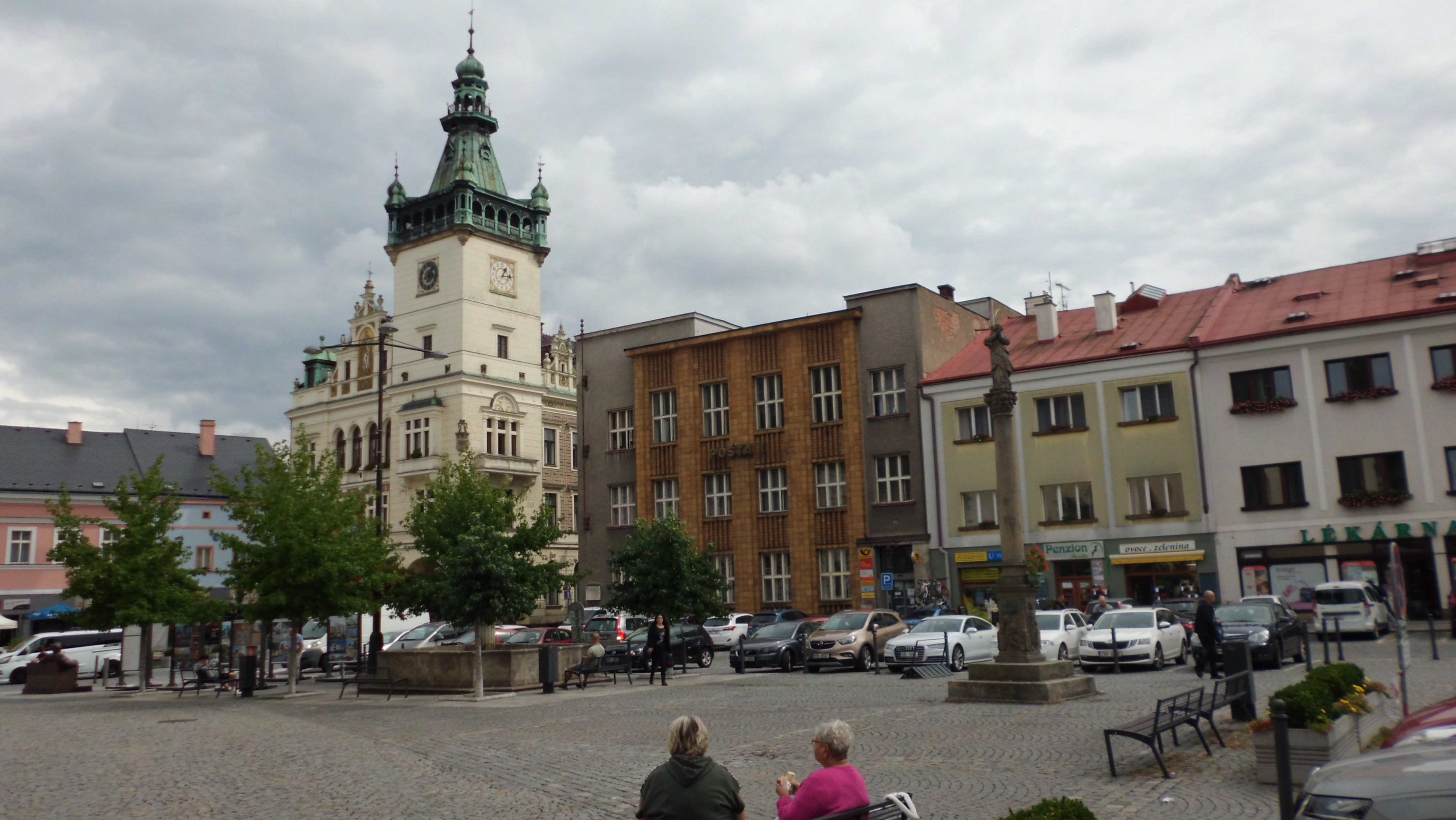
Centrum okresního města

Okres Náchod je okresem v Královéhradeckém kraji. Jeho dřívějším sídlem bylo město Náchod, které je obcí s rozšířenou působností. Kromě jeho správního obvodu okres obsahuje ještě 3 obce s rozšířenou působností: Jaroměř, Nové Město nad Metují a Broumov.
Na západě sousedí s okresem Trutnov, na jihozápadě s okresem Hradec Králové a na jihovýchodě s okresem Rychnov nad Kněžnou. Z východu a severu je okres vymezen státní hranicí s Polskem.

## Struktura povrchu
K 31. prosinci 2008 měl okres celkovou plochu 851,57 km², z toho:
- 61,92 % zemědělských pozemků, které z 64,68 % tvoří orná půda (40,05 % rozlohy okresu)
- 38,08 % ostatní pozemky, z toho 70,7 % lesy (26,92 % rozlohy okresu)

Nejvyšším bodem okresu je Ruprechtický Špičák (880 m) v Javořích horách.

## Demografické údaje
Data k 31. prosinci 2012:
| Popis          | Celkem  | Ženy   | Muži   |
| -------------- | ------- | ------ | ------ |
| počet obyvatel | 111 874 | 54 796 | 57 078 |
| průměrný věk   | 41,7    | 43,2   | 40,1   |

- hustota zalidnění: 132 ob./km²
- 72,71 % obyvatel žije ve městech

### Zaměstnanost
(2012)
| Počet obyvatel se stálým zaměstnáním | 28 250    |
| Průměrný plat                        | 23 834 Kč |
| Nezaměstnaných                       | 4 153     |
| Míra nezaměstnanosti                 | 7,3 %     |

### Školství
(2003)
| Druh školy                     | Počet škol |
| ------------------------------ | ---------- |
| Mateřské školy                 | 64         |
| Základní školy                 | 56         |
| Gymnázia                       | 3          |
| Střední školy průmyslové školy | 10         |
| Střední odborná učiliště       | 8          |
| Vyšší odborné školy            | 1          |

### Zdravotnictví
(2003)
| Lékaři                          | 337 |
| Nemocnice                       | 3   |
| Specializovaná léčebná zařízení | 1   |
| Zubní lékaři                    | 57  |
| Lékárny                         | 24  |

### Zdroj
- Český statistický úřad

## Silniční doprava
Okresem prochází silnice I. třídy I/14, I/33 a I/37.
SIlnice II. třídy jsou II/285, II/299, II/301, II/302, II/303, II/304, II/307, II/308, II/309 a II/567.

## Železniční doprava
Okresem prochází železniční tratě : Jaroměř–Trutnov, Meziměstí – Otovice zastávka – Ścinawka Średnia, Pardubice–Liberec, Trutnov – Teplice nad Metují, Týniště nad Orlicí – Meziměstí, Valbřich–Meziměstí. 

## Cestovní ruch
Na území okresu Náchod (Náchodsko a Broumovsko) se nachází turistická oblast Kladské pomezí (od roku 2010 součást turistického regionu Královéhradecko, do roku 2009 součást turistického regionu Východní Čechy). Kdysi se toto území nazývalo Jiráskův kraj.

## Euroregion
Okres Náchod je členem Euroregionu Glacensis. Broumovsko bylo v letech 2001–2004 současně členem Euroregionu Dobrava.

## Seznam obcí a jejich částí
Města jsou uvedena tučně, městyse kurzívou, části obcí malince.
Adršpach (Dolní Adršpach • Horní Adršpach) •
Bezděkov nad Metují •
Bohuslavice •
Borová •
Božanov (Studená Voda) •
Broumov (Benešov • Kolonie 5. května • Nové Město • Olivětín • Poříčí • Rožmitál • Velká Ves) •
Brzice (Běluň • Komárov • Proruby • Žďár) •
Bukovice •
Černčice •
Červená Hora •
Červený Kostelec (Bohdašín • Horní Kostelec • Lhota za Červeným Kostelcem • Mstětín • Olešnice • Stolín) •
Česká Čermná •
Česká Metuje (Skalka • Vlásenka) •
Česká Skalice (Malá Skalice • Ratibořice • Spyta • Zájezd • Zlíč) •
Dolany (Čáslavky • Krabčice • Sebuč • Svinišťany) •
Dolní Radechová •
Hejtmánkovice •
Heřmanice (Běluň • Brod • Slotov) •
Heřmánkovice (Janovičky) •
Horní Radechová (Slavíkov) •
Hořenice •
Hořičky (Chlístov • Křižanov • Mečov • Nový Dvůr) •
Hronov (Malá Čermná • Rokytník • Velký Dřevíč • Zbečník • Žabokrky) •
Hynčice •
Chvalkovice (Kopaniny • Malá Bukovina • Miskolezy • Střeziměřice • Velká Bukovina • Výhled) •
Jaroměř (Cihelny • Dolní Dolce • Jakubské Předměstí • Jezbiny • Josefov • Pražské Předměstí • Semonice • Starý Ples) •
Jasenná •
Jestřebí •
Jetřichov •
Kramolna (Lhotky • Trubějov) •
Křinice •
Lhota pod Hořičkami (Světlá • Újezdec) •
Libchyně •
Litoboř •
Machov (Bělý • Machovská Lhota • Nízká Srbská) •
Martínkovice •
Mezilečí (Posadov) •
Mezilesí •
Meziměstí (Březová • Pomeznice • Ruprechtice • Starostín • Vižňov) •
Nahořany (Dolsko • Doubravice • Lhota • Městec) •
Náchod (Babí • Běloves • Bražec • Dobrošov • Jizbice • Lipí • Malé Poříčí • Pavlišov • Staré Město nad Metují) •
Nové Město nad Metují (Krčín • Spy • Vrchoviny) •
Nový Hrádek (Dlouhé • Krahulčí • Rzy) •
Nový Ples •
Otovice •
Police nad Metují (Hlavňov • Hony • Pěkov • Radešov • Velká Ledhuje) •
Provodov-Šonov (Kleny • Provodov • Šeřeč • Šonov u Nového Města nad Metují • Václavice) •
Přibyslav •
Rasošky (Dolní Ples t. Vodní Ples) •
Rožnov (Neznášov) •
Rychnovek (Doubravice u České Skalice • Zvole) •
Říkov •
Sendraž •
Slatina nad Úpou •
Slavětín nad Metují •
Slavoňov (Blažkov) •
Stárkov (Bystré • Horní Dřevíč • Chlívce • Vápenka) •
Studnice (Bakov • Řešetova Lhota • Starkoč • Třtice • Všeliby • Zblov) •
Suchý Důl (Slavný) •
Šestajovice (Roztoky) •
Šonov •
Teplice nad Metují (Bohdašín • Dědov • Dolní Teplice • Horní Teplice • Javor • Lachov • Libná • Skály • Zdoňov) •
Velichovky (Hustířany) •
Velká Jesenice (Veselice • Volovka) •
Velké Petrovice (Maršov nad Metují • Petrovice • Petrovičky) •
Velké Poříčí •
Velký Třebešov •
Vernéřovice •
Vestec (Hostinka • Vestec • Větrník) •
Vlkov •
Vršovka •
Vysoká Srbská (Závrchy • Zlíčko) •
Vysokov •
Zábrodí (Horní Rybníky • Končiny) •
Zaloňov (Horní Dolce • Rtyně • Vestec) •
Žďár nad Metují •
Žďárky •
Žernov (Rýzmburk)

## Řeky
- Labe
- Metuje
- Úpa
- Stěnava